# Blastocist
El blastocist (grec antic: βλαστός [blastos] que significa «germen, brot» i grec antic: κύστις [kystis] per «bufeta»), és una etapa primerenca del desenvolupament embrionari dels mamífers (de 5 a 7 dies en els éssers humans), en el transcurs del qual coexisteixen cèl·lules perifèriques, anomenades trofectoderma (o trofoblast), l'origen de les estructures extraembrionàries com la placenta o el cordó umbilical, i cèl·lules de la massa interna (embrioblast), que formen el blastema embrionari i donen lloc a l'embrió pròpiament dit i alguns annexos embrionaris.
El blastocist es deriva de la blastulació de la mòrula (de 8-16 cèl·lules no idèntiques: macròmers i micròmers) durant la segmentació, i conté centenars de cèl·lules que formen la massa interna al sisè dia. Les cèl·lules de la massa interna poden ser extretes i cultivades in vitro. Les cèl·lules mare embrionàries, cultivades de manera adequada, poden mantenir la seva pluripotència i així generar en el moment de la seva diferenciació qualsevol tipus, cel·lular, incloent-hi les cèl·lules germinals.
Cal no confondre el blastocist, nom donat a l'embrió durant el desenvolupament, amb els «blastòcits» (o blastòmers), cèl·lules encara indiferenciades que formen l'embrió primerenc. De manera semblant, si el blastòcit és l'equivalent particular per al desenvolupament embrionari dels mamífers (i per tant per a l'embriologia humana) de la blàstula, per a la biologia del desenvolupament animal, aquests dos termes no s'han de confondre.

Vista esquemàtica d'un blastocist, amb la cavitat o blastocel i dos tipus de cèl·lules: trofectoderma i la massa cel·lular interna